# Peurumping
Peurumping is een bestuurslaag in het regentschap Aceh Besar van de provincie Atjeh, Indonesië. Peurumping telt 262 inwoners (volkstelling 2010).